# 克雷納
克雷納（法語：Kéréna），是馬里的城鎮，位於該國中部，由莫普提區的杜安扎省負責管轄，面積319.5平方公里，海拔高度270米，2009年人口3,289，人口密度每平方公里10人。
15°1′52″N 2°41′10″W / 15.03111°N 2.68611°W